# Plebejus magnipuncta
Plebejus magnipuncta är en fjärilsart som beskrevs av Tutt 1909. Plebejus magnipuncta ingår i släktet Plebejus och familjen juvelvingar. Inga underarter finns listade i Catalogue of Life.